# Marianne Hoepfner

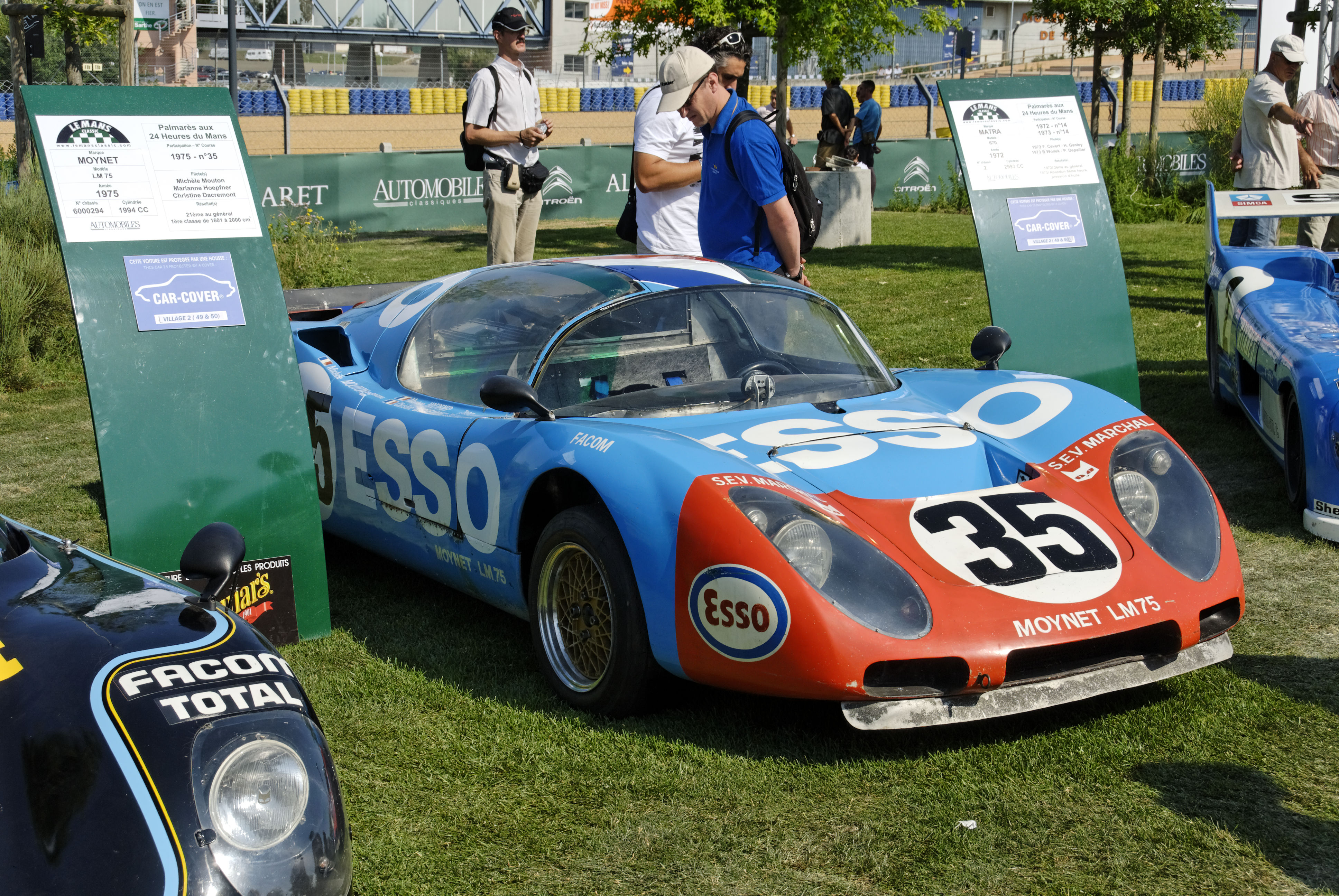
Der Moynet LM75 mit dem Marianne Hoepfner beim 24-Stunden-Rennen von Le Mans 1975 am Start war

Marie-Anne Brigitte „Marianne“ Hoepfner (* 7. April 1944 in Bourg-en-Bresse) ist eine ehemalige französische Autorennfahrerin.

## Familie
Marianne Hoepfner, die als Marie-Anne Brigitte Fourton zur Welt kam, war von 1967 bis zur Scheidung 1993 mit dem Rennfahrer Jean-Paul Hoepfner (1942–2020) verheiratet. Ihre beiden Söhne wurden 1968 und 1970 geboren.

## Karriere
Marianne Hoepfner war in den 1970er-Jahren neben Marie-Claude Charmasson, Michèle Mouton und Christine Dacremont die vierte französische Rennfahrerin, die über die Grenzen ihres Landes hinaus bekannt wurde. Sie bestritt sowohl Rallyes als auch Rundstreckenrennen. Ihre besten Platzierungen in der Rallye-Weltmeisterschaft waren zwei siebte Plätze bei der Rallye Marokko 1975 und 1976. 1975 gab sie ihr Debüt beim 24-Stunden-Rennen von Le Mans, wo sie insgesamt viermal am Start war. 1974 gewann sie die Damenwertung bei der Tour de France für Automobile.

## Statistik

### Le-Mans-Ergebnisse
| Jahr | Team                           | Fahrzeug       | Teamkollege         | Teamkollege        | Platzierung             | Ausfallgrund         |
| ---- | ------------------------------ | -------------- | ------------------- | ------------------ | ----------------------- | -------------------- |
| 1975 | Société Esso                   | Moynet LM75    | Christine Dacremont | Michèle Mouton     | Rang 21 und Klassensieg |                      |
| 1977 | Team Esso Aseptogyl            | Lancia Stratos | Christine Dacremont |                    | Ausfall                 | Motorschaden         |
| 1978 | WM A.E.R.M Team Esso Aseptogyl | WM P76         | Christine Dacremont |                    | Ausfall                 | Zylinderkopfdichtung |
| 1980 | Equipe Alméras Frères          | Porsche 934    | Jacques Alméras     | Jean-Marie Alméras | Ausfall                 | Unfall               |